# 斯颂熙
斯颂熙，（1909年8月29日 - 1994年12月30日），字崇希，浙江诸暨人，生于杭州，中华民国外交官。
毕业於浙江杭州蕙兰中学、中央政治学校外交系第一期（1933年），后赴欧洲留学，入德国柏林大学国际法研究院、荷兰海牙国际公法研究院，专攻法律。
他曾担任过中华民国驻德国公使馆主事（1937年）、外交部总务司典职科与人事处专员、人事处第二科科长、中华民国驻荷兰大使馆（1946年）、驻法国大使馆一等秘书（1949年）、外交部欧洲司专门委员等职。
1955年，出任中华民国驻巴拿马大使馆参事。1956年，出任驻伊朗大使馆参事。1964年，出任驻约旦大使馆参事。1966年，出任首任中华民国驻马尔代夫大使。
1967年，任驻黎巴嫩大使馆公使。
1973年退休后，继续关心国事，参加许多社会活动。

## 著作
著有《我在国外》等。